# Me‘arat Pa‘ar
Me‘arat Pa‘ar (hebreiska: מערת פער) är en grotta i Israel.   Den ligger i distriktet Norra distriktet, i den norra delen av landet. Me‘arat Pa‘ar ligger 784 meter över havet.
Terrängen runt Me‘arat Pa‘ar är lite kuperad. Runt Me‘arat Pa‘ar är det tätbefolkat, med 511 invånare per kvadratkilometer. Närmaste större samhälle är Karmi'el, 14,7 km sydväst om Me‘arat Pa‘ar. 